# Agnezia orthenteron
Agnezia orthenteron is een zakpijpensoort uit de familie van de Agneziidae. De wetenschappelijke naam van de soort is voor het eerst geldig gepubliceerd in 1941 door Redikorzev.